# 弗洛里安·艾希纳
弗洛里安·艾希纳（德語：Florian Eichner，1985年12月16日—），德国男子赛艇运动员。他曾代表德国参加世界赛艇锦标赛，获得一枚金牌、一枚银牌和一枚铜牌。他也曾参加2008年夏季奥运会。